# Cora Cané
Cora Cané   (Rosario, 1923 - Buenos Aires, 16 d'abril de 2016) Cora María Bertolé de Cané va ser una periodista, llibretista i escriptora argentina. Des de 1957 va escriure una secció en la contratapa del diari Clarín anomenada «Clarín De Buenos Aires» (la més antiga del matutí) abans denominada «Notas del Amanecer».

## Biografia
D'adolescent es va traslladar a Buenos Aires on es va iniciar en el periodisme com a col·laboradora habitual de la revista El Hogar. En aquest mitjà va publicar els seus primers versos i contes. Va començar a treballar en el diari Clarín el 28 d'agost de 1945, el mateix dia de la seva fundació. En 1957 després de la mort del seu espòs, el poeta Luis Cané, que escrivia una secció a Clarín anomenada «Notas del Amanecer», el fundador del diari, Roberto Noble, li va demanar que continuï amb aquesta secció, la qual després va ser reanomenada com «Clarín De Buenos Aires», la mateixa inclou les clàssiques subseccions «Oído al pasar», «Palabra olvidada» y «Lo importante», entre d'altres.
Cora Cané va desenvolupar la seva carrera de llibretista, productora i conductora als canals 7, 9, 11 i 13. Un dels seus treballs va ser com a productora artística del programa televisiu Almorzando con Mirtha Legrand. Quant al seu acompliment radial, va complir labors a Municipal, Excelsior, Belgrano i Splendid.
En 1967 el Cercle Femení la va distingir com la "Dona de l'any en periodisme".
Va integrar l'Acadèmia Nacional de Periodisme com a membre emèrit i té el seu setial en l'Acadèmia Argentina de la Comunicació i l'Acadèmia De Buenos Aires del Lunfardo.
En 2005 va ser reconeguda com a Personalitat Destacada de la Cultura per la Legislatura de la Ciutat de Buenos Aires.